# Vareš
Vareš es una municipalidad y localidad de Bosnia y Herzegovina. Se encuentra en el cantón de Zenica-Doboj, dentro del territorio de la Federación de Bosnia y Herzegovina. La capital de la municipalidad de Vareš es la localidad homónima.

## Localidades
La municipalidad de Vareš se encuentra subdividida en las siguientes localidades:
- Bijelo Borje.
- Blaža.
- Borovica Donja.
- Borovica Gornja.
- Borovičke Njive.
- Brda.
- Brezik.
- Brgule.
- Budoželje.
- Čamovine.
- Ćeće.
- Dabravine.
- Daštansko.
- Debela Međa.
- Diknjići.
- Dragovići.
- Draževići.
- Duboštica.
- Hodžići.
- Ivančevo.
- Javornik.
- Kadarići.
- Karići.
- Kokoščići.
- Kolovići.
- Kopališta.
- Kopijari.
- Krčevine.
- Kunosići.
- Letevci.
- Ligatići.
- Luke.
- Ljepovići.
- Mijakovići.
- Mir.
- Mižnovići.
- Mlakve.
- Naseoci.
- Neprivaj.
- Očevlje Donje.
- Očevlje Gornje.
- Okruglica.
- Orah.
- Osoje.
- Osredak.
- Ostrlja.
- Pajtov Han.
- Pajtovići.
- Planinica.
- Pobilje.
- Podjavor.
- Pogar.
- Položac.
- Poljanice.
- Pomenići.
- Pržići.
- Pržići Kolonija.
- Radonjići.
- Radoševići.
- Ravne.
- Rokoč.
- Samari.
- Semizova Ponikva.
- Seoci.
- Sjenokos.
- Slavin.
- Sršljenci.
- Strica.
- Striježevo.
- Stupni Do.
- Šikulje.
- Tisovci.
- Toljenak.
- Tribija.
- Vareš.
- Vareš Majdan.
- Vijaka Donja.
- Vijaka Gornja.
- Višnjići.
- Zabrezje.
- Zaruđe.
- Zubeta.
- Zvijezda.
- Žalja.
- Žižci.

## Demografía
En el año 2009 la población de la municipalidad de Vareš era de 10 743 habitantes. La superficie del municipio es de 390.1 kilómetros cuadrados, con lo que la densidad de población era de 28 habitantes por kilómetro cuadrado.